# Ripostiglio di asce di Savignano sul Panaro
Il Ripostiglio di asce di Savignano sul Panaro è un deposito archeologico composto da 96 asce in bronzo databili all'Antica età del bronzo. Il ripostiglio fu rinvenuto nel 1864 a Savignano sul Panaro, nei pressi di Modena, ed è oggi conservato in diverse sedi, anche se il nucleo principale rimane esposto presso il Museo civico di Modena.

## Il ripostiglio di Savignano

### Il rinvenimento
In Italia sono noti circa 60 ripostigli riferibili alla fase più antica dell’età del bronzo (2200-1650 a.C.), quella a cui appartiene anche il ripostiglio di Savignano sul Panaro, composto da 96 asce in bronzo “a margini rialzati” che potevano essere utilizzate come armi o come utensili da lavoro. La scoperta del ripostiglio avvenne nel 1864 nel campo detto “Lovara”, all’interno del podere “Mambrina” di Savignano, durante lavori agricoli e fu comunicata all’archeologo Arsenio Crespellani, che ne diede una accurata descrizione corredata anche da un disegno che riproduceva la collocazione delle asce nel terreno. Grazie a questa precisa documentazione sappiamo che le 96 asce si trovavano 35-40 centimetri al di sotto della superficie del suolo agricolo e che erano disposte in file sovrapposte, sistemate alternando la posizione del taglio in modo da sfruttare efficacemente lo spazio all’interno di una cassetta, probabilmente di legno, che le conteneva.

### Descrizione delle asce
Le asce in bronzo del ripostiglio di Savignano appartengono alla classe delle “asce a margini rialzati” e sono databili al pieno Bronzo antico (circa 2000-1900 a.C.); la loro lunghezza varia da 13 a 18,6 cm e il peso va da 321 a 507 gr (valore medio 409 gr). Il peso complessivo supera i 39 kg, quindi l’intero ripostiglio costituiva per quel tempo una ingente riserva di valore.
La lega che costituisce il bronzo delle asce contiene mediamente il 2,6% di stagno, un valore abbastanza limitato, mentre il rame ha evidenziato una composizione chimica che lo differenzia da quello di origine alpina, facendone ipotizzare una diversa provenienza, forse da ambito appenninico.

### Funzione del ripostiglio
Non è facile individuare da chi e perché siano state sepolte le asce di Savignano. Nelle vicinanze, all’epoca del seppellimento, non erano presenti villaggi con cui sia possibile stabilire una relazione diretta, anche se il territorio era sicuramente frequentato. Il luogo di seppellimento non sembra avere speciali caratteristiche, ma forse 4000 anni fa poteva esistere qualche particolarità naturalistica a cui le comunità dell’epoca potevano attribuire un valore sacrale. Il fatto che le asce nascoste nel terreno non siano poi state recuperate potrebbe anche far pensare alla funzione di offerta votiva.

### Collocazione attuale
Dopo la loro scoperta nel 1864, le asce entrarono a far parte della collezione di Arsenio Crespellani, per poi pervenire al Museo Civico di Modena. I reperti furono anche esposti, assieme a molti altri materiali del Museo Civico, all’Esposizione Italiana di Torino del 1884. La maggior parte delle asce del ripostiglio di Savignano (60) sono attualmente esposte nel Museo Civico di Modena. Nuclei minori sono presenti in altri musei italiani, tra cui principalmente il Museo delle Civiltà di Roma.